# Perizoma mixticolor
Perizoma mixticolor är en fjärilsart som beskrevs av Paul Dognin 1913. Perizoma mixticolor ingår i släktet Perizoma och familjen mätare. Inga underarter finns listade i Catalogue of Life.